# Пролом (Болгария)
Пролом (болг. Пролом) — село в Болгарии. Находится в Пловдивской области, входит в общину Карлово. Население составляет 414 человек.

## Политическая ситуация
В местном кметстве Пролом, в состав которого входит Пролом, должность кмета (старосты) исполняет Христо Станев Иванов (Национальное движение «Симеон Второй» (НДСВ)) по результатам выборов правления кметства.
Кмет (мэр) общины Карлово — Найден Христов Найденов (коалиция партий:Болгарская социалистическая партия (БСП), Земледельческий союз Александра Стамболийского (ЗСАС), Болгарская социал-демократия, Движение за социальный гуманизм (ДСХ), политический клуб «Экогласность», политический клуб «Фракия») по результатам выборов в правление общины.